# 簡繼芳
簡繼芳（1541年—？），字師啓，號慶源，江西袁州府萍鄉縣人，民籍，明朝政治人物。

## 生平
隆慶元年（1567年）丁卯科江西鄉試第二十九名，萬曆五年（1577年）丁丑科會試第二十三名，登三甲第一百九十三名進士。官台州府知府。二十七年原授贵州整饬威清兵备副使，因由浙赴黔路远，到难恐误军机，拟将原任山东参议王邦俊起补，而以继芳调云南副使，分守安普。

## 家族
曾祖簡鳳翥；祖父簡輔堯，曾任義官；父簡昌，曾任壽官。母彭氏；繼母賀氏。严侍下。